# Планування сім'ї

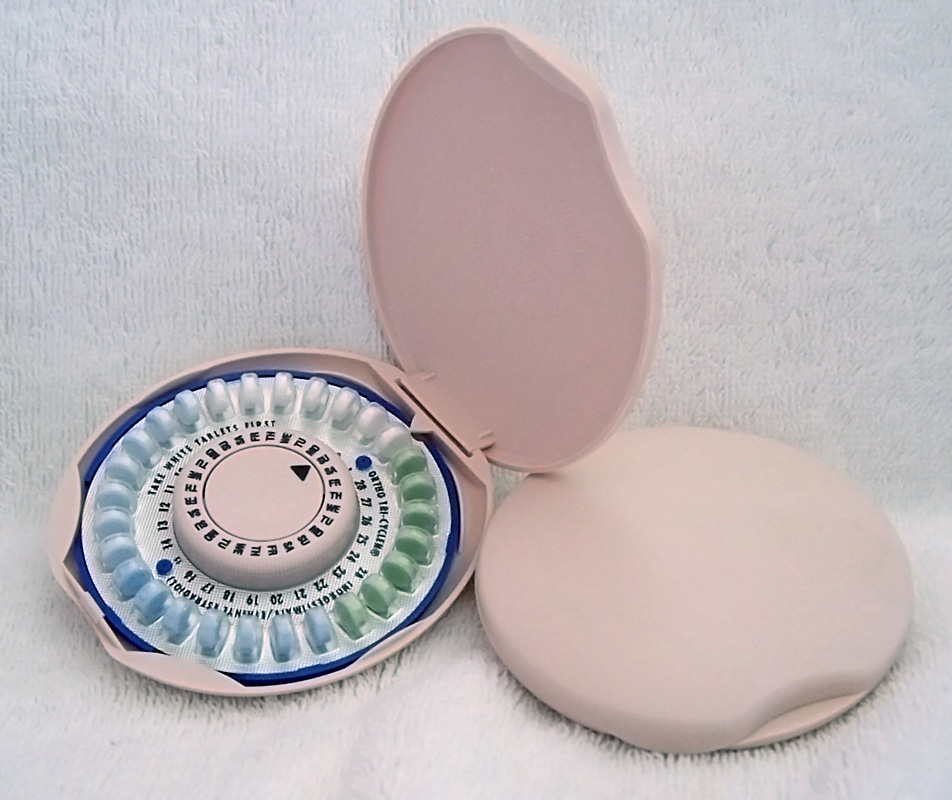
Комбіновані оральні контрацептиви: введені в обіг у 1960 році, зіграли інструментальну роль у плануванні сім'ї на декади.

Планува́ння сім'ї́ (англ. family planning) — ухвалення людиною (або кількома людьми) добровільних та зважених рішень про об'єм власної сім'ї, зокрема, про число, умови і час появи дітей у ній, і дії, що сприяють реалізації таких рішень.
Правовою і морально-етичною основами планування сім'ї є плановане (відповідальне) батьківство — надання сім'ї, парі та окремим особистостям можливості вільно і відповідально визначати бажане для них число дітей і проміжки між їх народженнями (календар народжень). Таке репродуктивне право проголошене в цілому ряді міжнародних угод і розглядається як одне з основних прав людини.
На макрорівні під плануванням сім'ї розуміється діяльність державних і недержавних організацій (програми, комплекси заходів), спрямована на створення умов для реалізації відповідального батьківства, для досягнення кожною сім'єю, парою чи особою бажаного числа дітей. На практиці ця діяльність переважно спрямована на стимулювання обмеження дітонародження, тому програми планування сім'ї іноді називаються програмами контролю народжуваності.
Ефективність планування сім'ї залежить від інформованості людей про методи контрацепції, а також від доступності й прийнятності цих методів для різних категорій сімей. 
Близько 99 % смертей матерів припадають на країни, що розвиваються; менше половини трапляються в Африці на південь від Сахари та майже третина — в Південній Азії.

## Причини та переваги
Сутність планування сім'ї полягає в доданні сексуальним практикам, крім статусу засобу відтворення собі подібних (за винятком випадків, коли це є усвідомленим вибором), статусу засобу для:
- вираження почуття любові,
- побудови стабільності у взаєминах,
- поділу фізичної насолоди,
- та інших нерепродуктивних цілей.

Планування сім'ї має ряд позитивних наслідків порівняно з незапланованим материнством та батьківством, зокрема:
- допомагає досягати бажаного числа дітей в сім'ї й зберегти їх,
- дозволяє вибирати час народження дітей з урахуванням віку матерів та батьків і соціально-економічних умов їх життя,
- дозволяє регулювати інтервали між народженнями дітей,
- дозволяє уникати небажаної вагітності: зокрема, підліткової та в результаті зґвалтувань;
- допомагає уникати незапланованих народжень,
- знижує материнську та дитячу смертність,
- зберігає здоров'я матерів[en] та дітей, жіноче здоров'я загалом,
- сприяє скороченню вторинного безпліддя.

Основними причинами для існування сімейного планування, таким чином, є ризики для здоров'я матерів та обмеженість ресурсів на вирощування дітей.

### Материнське здоров'я та смертність
Всесвітня організація охорони здоров'я постановляє щодо материнського здоров'я наступне:
«Материнське здоров'я відноситься до здоров'я жінки протягом вагітності, пологів та післяпологового періоду. В той час як материнство буває позитивним та наповнюючим досвідом, для занадто багатьох матерів воно пов'язане зі стражданнями, погіршеннями здоров'я та навіть зі смертю».

#### Раннє материнство
Як раннє, так і пізнє материнство небезпечні підвищеними ризиками. 
Приблизно 12 мільйонів дівчат у віці 15–19 років і щонайменше 777 000 дівчаток до 15 років народжують щороку у регіонах, що розвиваються. Щонайменше 10 мільйонів небажаних вагітностей відбувається щороку серед дівчат-підлітків 15-19 років у країнах, що розвиваються.
Юні дівчата під час підліткових вагітностей стикаються з вищим ризиком ускладнень та смерті під час вагітності та пологів. Очікування принаймні до 18 років перед спробами завести дітей покращує здоров'я як жінки, так і дитини.
Також, якщо після народження дитини є бажаними ще діти, для здоров'я жінки та дітей краще зачекати принаймні 2 роки після попереднього народження перед спробами зачаття (але не рекомендовано більш як 5 років). Після викидня чи аборту для збереження здоров'я варто зачекати як мінімум 6 місяців.
Ускладнення під час вагітності та пологів є головною причиною смерті 15–19-річних дівчат у всьому світі. Згідно з підрахунками — 5,6 мільйонів абортів щороку трапляються серед дівчат-підлітків у віці 15–19 років, 3,9 мільйона є небезпечними, сприяючи материнській смертності, захворюваності та тривалим проблемам зі здоров'ям.
Мати-підлітки (у віці 10–19 років) стикаються з більшими ризиками еклампсії, пуерперального ендометриту та системних інфекцій, ніж жінки віком від 20 до 24 років, а діти матері-підлітка стикаються з більшими ризиками низької ваги при народженні, передчасних пологів та важких новонароджених.

#### Пізнє материнство
Плануючи родину, жінки також повинні стерегтися репродуктивних ризиків, пов'язаних із їхнім віком. Як і старші чоловіки, старші жінки мають вищий шанс зачати дитину з аутизмом чи синдромом Дауна, зростають шанси багатоплідних родів, що загострює ризики пізніх пологів; в них також вищі шанси розвитку гестаційного цукрового діабету, більша імовірність потреби в кесаревому розтині; тіла старших жінок менш пристосовані до дітонародження. Вищий ризик затяжних пологів, що є дистресом як для матері, так і для немовляти.

#### Генетичні ускладнення
Планування сім'ї також рекомендовано для пар, що мають високий ризик успадковування генетичних патологій та хвороб. Часто в генетичну консультацію звертається пара, де один партнер/партнерка чи обоє мають генетичні патології в роду, для визначення імовірного ризику їх успадкування.

### Ресурси
За комплексними даними міжнародних спостережень, коли жінки мають доступ до додаткової (післяшкільної) освіти та оплачуваної роботи, сім'ї можуть інвестувати більше в кожну дитину. Діти з меншою кількістю сиблінгів (братів чи сестер) схильні довше залишатися в школі, ніж ті, в кого більше сиблінгів. Полишення школи задля народження дітей є довготривалим наслідком для майбутнього дівчат з багатодітних сімей, як і для трудових ресурсів їхніх майбутніх сімей та спільнот. Сімейне планування сповільнює нераціональне зростання популяції, котре виснажує ресурси довкілля в планетарному масштабі, а також національні та регіональні зусилля для розвитку.

## Методи

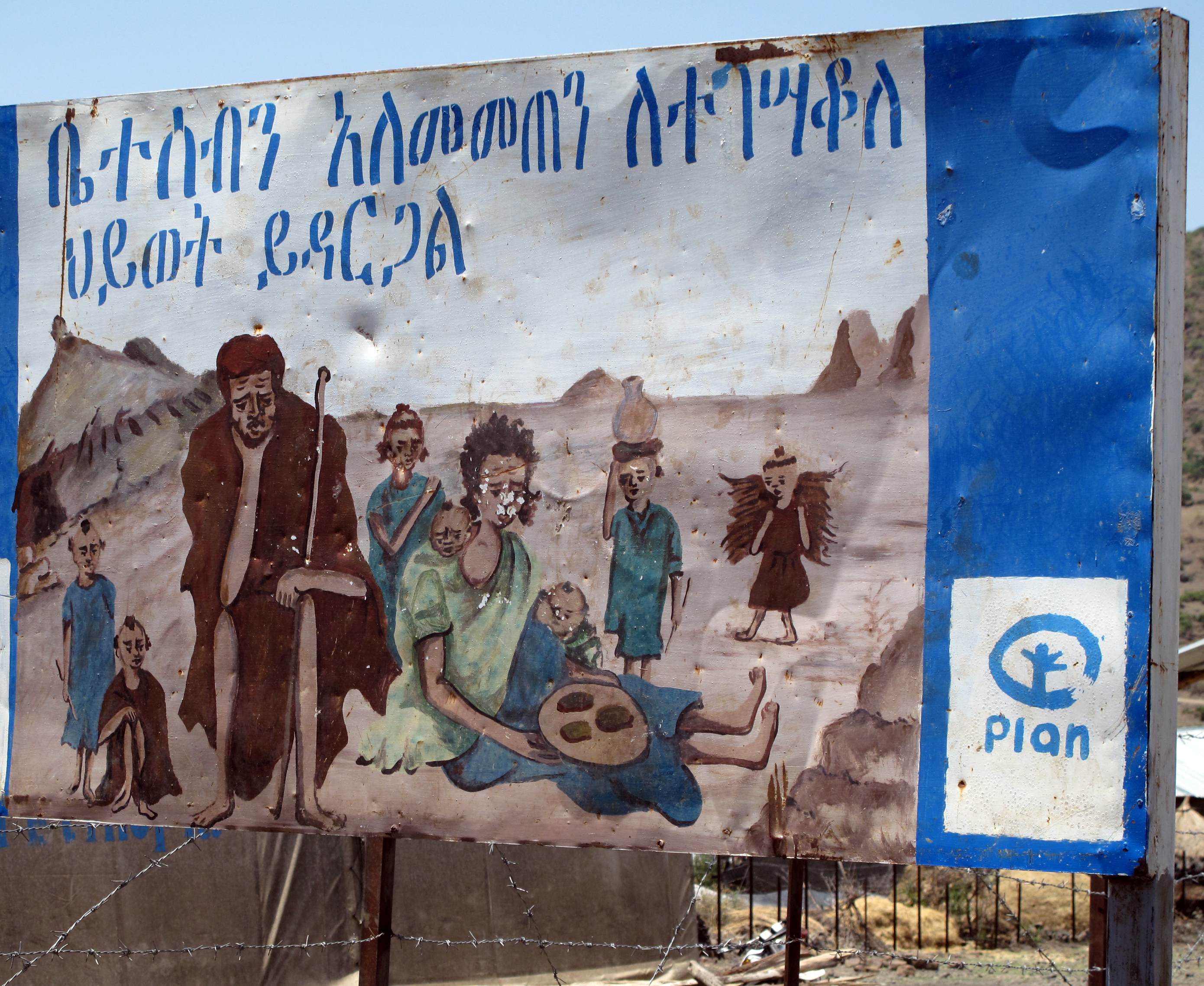
Плакат зображує негативні наслідки дефіциту сімейного планування та завеликої кількості дітей (Ефіопія)

Найчастіше використовувані методи дозволяють парі на регулярній основі вступати у статевий контакт, отримуючи задоволення, при цьому надійно зменшуючи імовірність виникнення вагітності, принаймні доти, поки пара не вирішить, що хоче виникнення вагітності. У зв'язку з цим, планування сім'ї включає методи контрацепції, які або запобігають заплідненню, або діють після запліднення, заважаючи імплантації ембріона. До сучасних методів планування сім'ї належать:
- Контрацепція та інші методи попередження вагітності;
- Допоміжні репродуктивні технології,
- Планування фінансів (як індивідуальне, так і сімейне): сімейна економіка, див. Вартість вирощування дитини[en];
- Відслідковування фертильності зі спостережень за менструальним циклом;
- Медіакампанії та сексуальна освіта.